# دیو و دلبر (فیلم ۲۰۱۷)
دیو و دلبر (انگلیسی: Beauty and the Beast) فیلمی آمریکایی در سبک رمانتیک، فانتزی، و موزیکال به کارگردانی بیل کاندن، و نویسندگی استیون شباسکی و ایوان اسپیلیوتوپولوس است که در سال ۲۰۱۷ منتشر شد. این فیلم نسخه بازسازی شده پویانمایی به همین نام محصول سال ۱۹۹۱ است، که خود آن نیز برگرفته از داستان متل زشت و زیبا به قلم نویسندگی فرانسوی ژون ماری لوپرنس د بومو است. در این فیلم اما واتسون و دن استیونز به عنوان شخصیت‌های اصلی در کنار بازیگرانی همچون لوک ایوانز، کوین کلاین، جش گد، یوان مک‌گرگور، استنلی توچی، آدرا مک‌دانلد، گوگو امبتا-را، ایان مک‌کلن و اما تامسون ایفای نقش می‌کنند.
فیلم‌برداری فیلم از ۱۸ مه، تا ۲۱ اوت ۲۰۱۵ در ساری، انگلستان انجام شده‌است. نخستین نمایش دیو و دلبر در تاریخ ۲۳ فوریه ۲۰۱۷ در لندن بود و سپس در ۱۷ مارس ۲۰۱۷ در ایالات متحده اکران شد. دیو و دلبر با بودجه‌ای ۲۵۰ میلیون دلاری ساخته شد و در مجموع در سراسر جهان بیش از ۱٫۲۰۰ میلیارد دلار فروش کرد. زشت و زیبا دومین فیلم پر فروش سال ۲۰۱۷ محسوب می‌شود. همچنین این فیلم سیزدهمین فیلم پرفروش تاریخ سینماست.

## داستان
بل یک دختر زیبا و جوان است. یک دیو بل را در ازای آزادی پدر بل در قلعه خودش زندانی می‌کند. بل با وجود ترس با کارکنان سحر شده قلعه دیو دوست می‌شود و یاد می‌گیرد که چگونه به قلب و روح انسان‌مندانه درون دیو پی ببرد. در همین حین یک شکارچی به نام گاستون که می‌خواهد به هر قیمتی بل را بدست آورد سعی در نجات او از زندان دارد…